# 빌라 로마나 델 카살레
빌라 로마나 델 카살레(이탈리아어: Villa Romana del Casale, 시칠리아어: Villa Rumana dû Casali)는 이탈리아 시칠리아 엔나도의 피아차아르메리나에서 약 3km 떨어진 곳에 위치한 크고 정교한 고대 로마의 빌라 또는 궁전으로 전체 면적은 8.92헥타르이다. 여러 차례 진행된 발굴 조사를 통해 세계에서 가장 풍부하고 규모가 크며 다양한 고대 로마 시대의 모자이크 작품들 가운데 하나가 발견되었으며 유네스코 세계문화유산으로 지정되었다. 이 빌라와 예술 작품은 4세기 초반까지 거슬러 올라간다.
모자이크 바닥과 오푸스 세크틸레의 규모는 약 3,500m2인데 산사태와 홍수로 인해 건물이 뒤덮인 이후에도 보존 상태가 뛰어난 편이다. 잘 알려지지 않았지만 특별한 프레스코 컬렉션은 내부 방 뿐만 아니라 외벽까지 덮었다.

## 역사

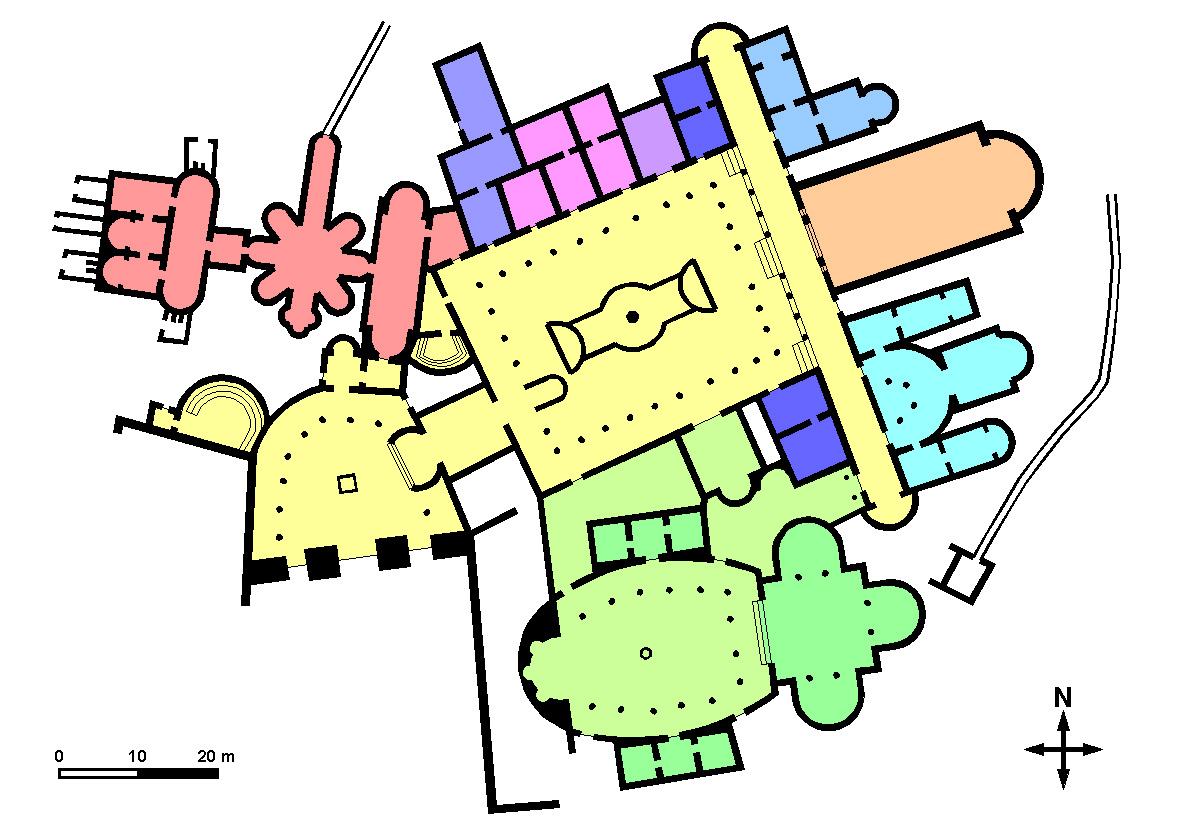
빌라 계획

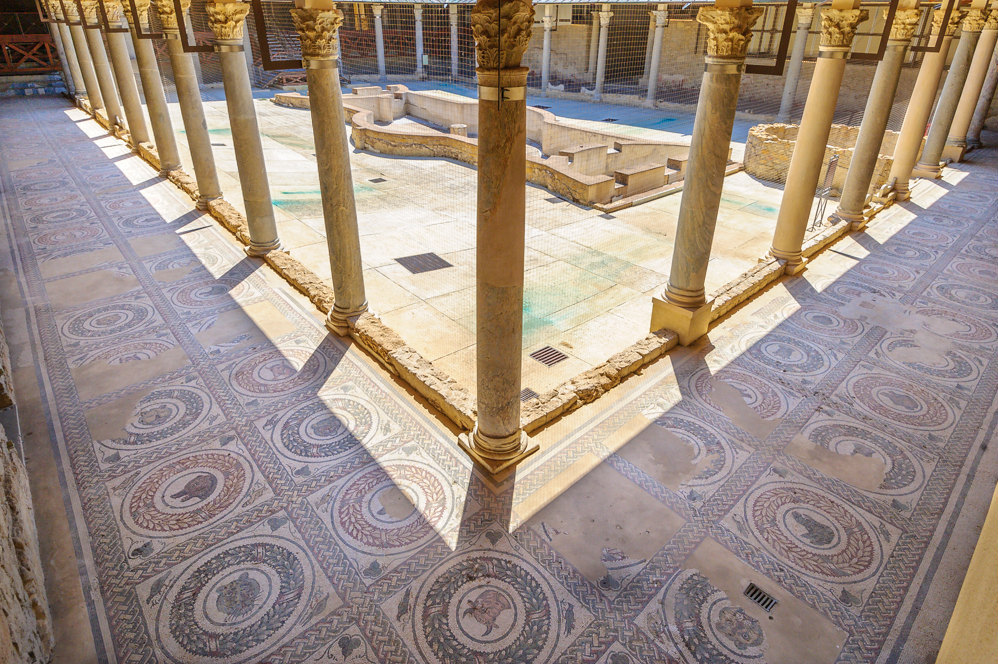
페리스타일

이 빌라에서 보이는 유적은 4세기 초반 25년 동안에 형성된 라티푼디움(Latifundium)이라고 부르는 대규모 농지를 소유했던 장원의 거주지인 파르스 도미니카(Pars dominica)에 건립된 오래된 빌라 루스티카에 건립되었다. 소유주의 신원은 학자들 사이에서 오랫동안 논의되어 왔고 많은 다양한 가설들이 형성되어 왔다. 사두 정치 시대에 활동하던 군대의 휘장이나 연대와 같은 몇몇 특징들은 학자들이 막시미아누스와 같이 황실의 소유했다는 가설을 등장하게 만들었다. 하지만 현재 학자들은 이 별장이 로마 원로원 귀족의 대재산의 중심지였다고 보고 있다.
3개의 연속 시공 단계가 확인되었으며 1번째 단계는 사각형 페리스타일 및 대면실과 관련이 있다. 그리고 나서 개인 목욕탕은 북서쪽 축에 추가되었다. 3번째 단계에서 해당 별장은 대중성을 띠게 되었는데 그 욕조들은 새로운 입구와 넓은 화장실을 제공받았다. 주변 식당으로부터 축을 벗어난 거대한 기념비적인 입구가 세워졌지만 타원형 아케이드 및 3면 현관과 공식적인 배치로 새 목욕탕 입구와 일직선이 되었다. 이 현관은 특별한 손님들을 위한 오락과 휴식을 위해 사용되었고 페리스타일을 띤 2개의 의전 현관을 대신했다. 바실리카는 확장되었고 아름답고 이국적인 구슬들로 장식되었다. 이 단지는 적어도 150년 동안 거주 시설로 남아 있었는데 그 주변에는 플라티아(Platia)라는 마을이 형성되었다.

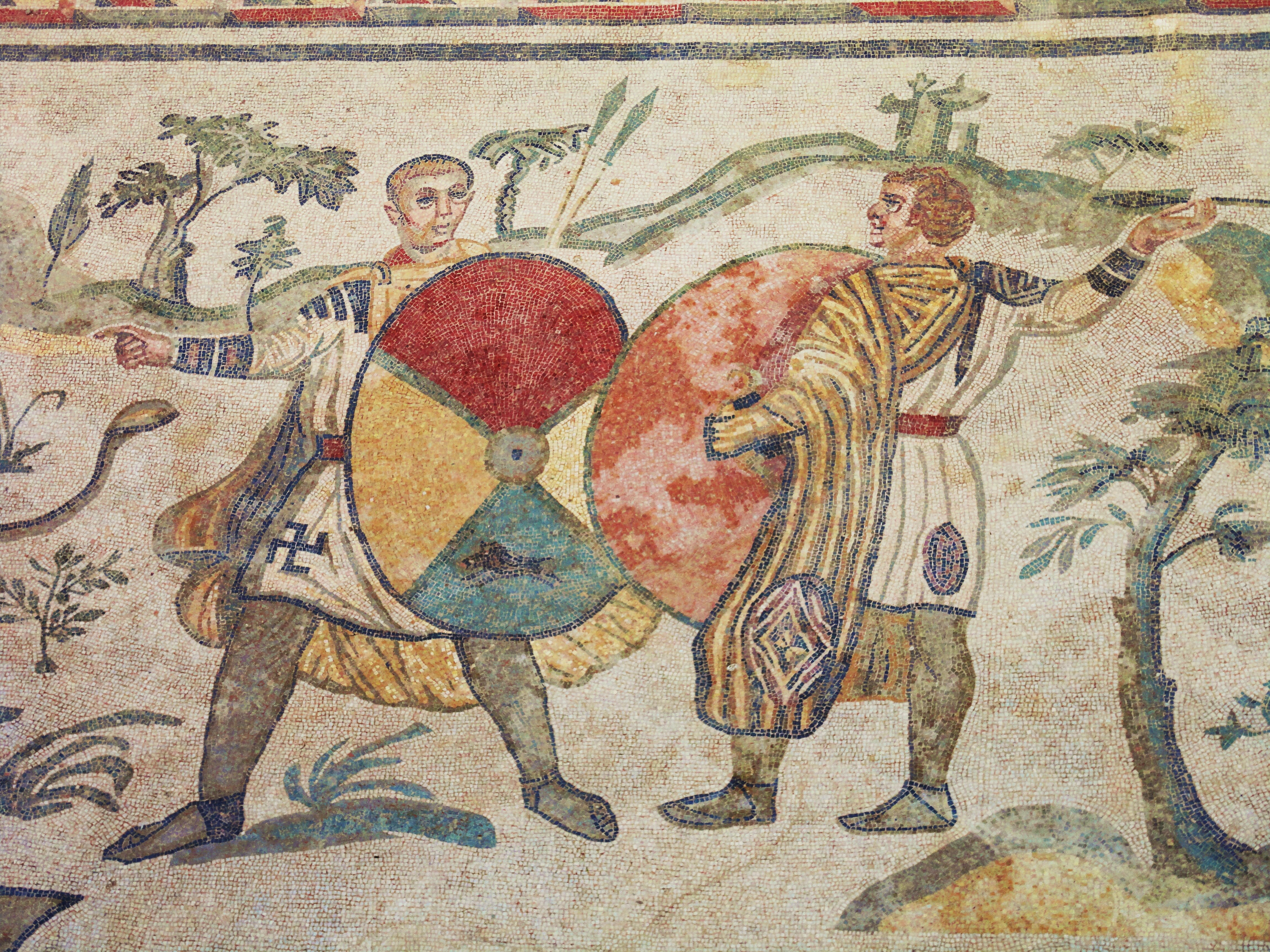
대규모 사냥을 주제로 한 모자이크 벽화에 묘사된 사냥꾼

5세기부터 6세기 사이에 이 별장은 주변 벽을 두껍게 하고 목욕탕으로 가는 수로의 아케이드를 폐쇄함으로써 방어 목적으로 강화되었다. 빌라는 469년부터 478년 사이에 반달족이 짧은 기간 동안에 걸쳐 손상되었고 아마도 파괴되었을 것으로 추정된다. 그 건물들은 적어도 부분적으로 비잔티움 제국과 아랍인의 지배를 받던 시대에 계속 사용되었다. 이 정착지는 시칠리아의 굴리에모 1세의 치세였던 1160년부터 1161년 사이에 파괴되었고 12세기에 일어난 산사태가 빌라를 뒤덮은 이후에 버려졌다. 생존자들은 지금의 피아차아르메리나로 이주했다.
이 빌라는 거의 완전히 잊혀졌지만 유적의 가장 높은 부분들 가운데 일부는 항상 땅 위에 보였고 농작물을 경작하는 데에 사용되었다. 19세기 초반에는 모자이크 조각들과 몇몇 기둥들이 발견되었고 19세기 후반에 최초의 공식적인 고고학적 발굴이 이루어졌다.
1929년에 파올로 오르시가 전문 발굴 작업을 처음 시작했고 1935년부터 1939년 사이에 주세페 쿨트레라의 발굴 작업이 이어졌다. 1950년부터 1960년에 지노 비니초 젠틸리가 주도한 대규모 발굴이 이루어졌고 나중에 모자이크 벽화 위에 보호 덮개가 설치되었다. 1970년대에는 안드레아 카란디니가 이 유적지에서 발굴 작업을 수행했다. 로마 라 사피엔차 대학교의 연구는 오늘날까지 계속되고 있는데 2004년에는 10세기부터 12세기에 형성된 대규모 중세 정착지가 발견되었다. 또한 별장의 호화로운 방들도 공개되었다.

## 라티푼디움과 빌라

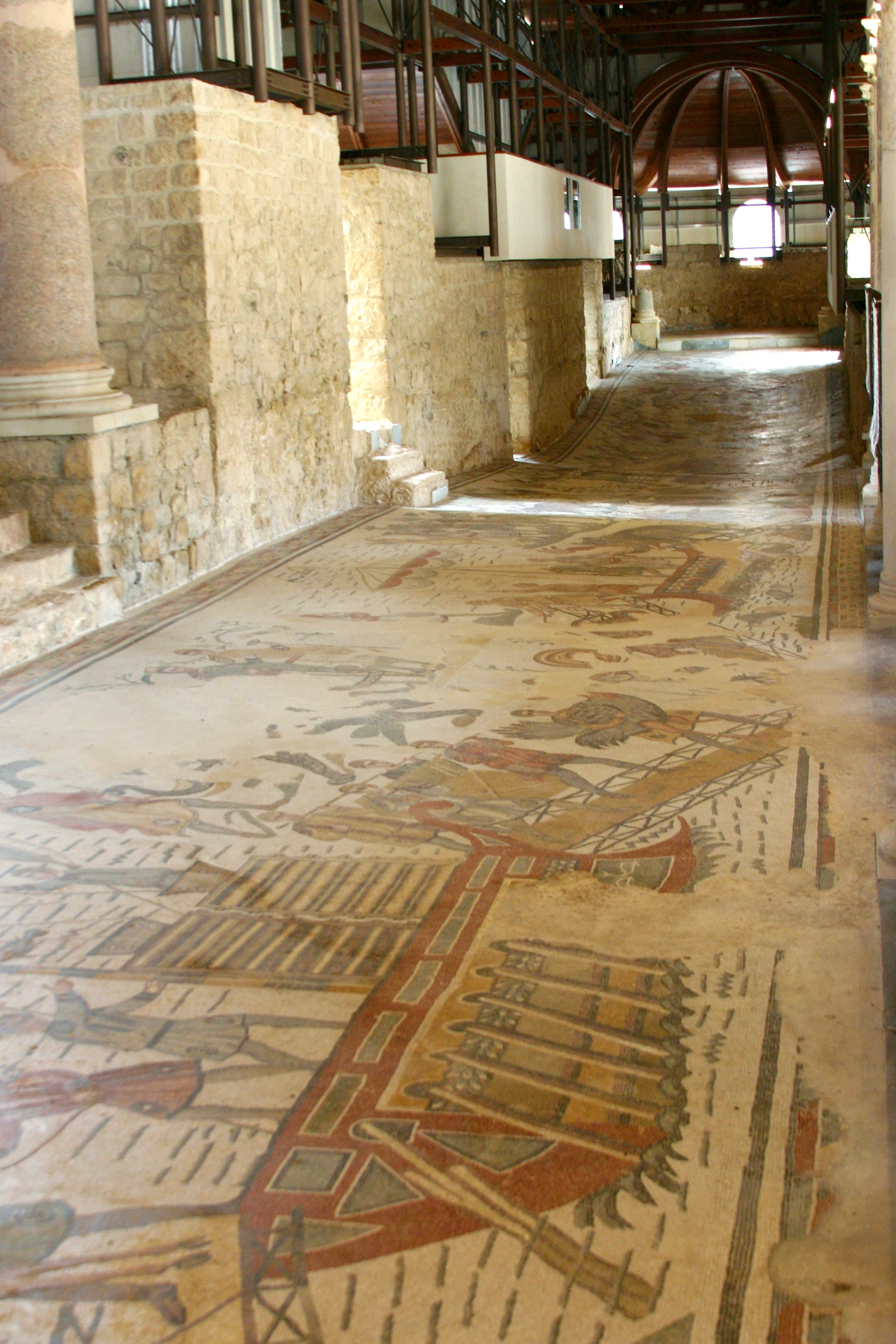
거대한 사냥을 주제로 한 보행로

고대 후기에 로마인들은 대부분의 시칠리아 내륙 지역을 "라티푼디아"(Latifundia)라고 불리는 거대한 농경지로 분할했다. 그 빌라의 라티푼디움은 트란리타리움 안토니니(Tranritarium Antonini)에서 필로소피아나(Filosofiana)라고 언급되어 있다. 이 빌라의 파르스 루스티카(Pars rustica, 농산물 보관 구역)는 입구 지역 서쪽에서 발견되었는데 3개 부분으로 나뉜 방을 통해 농산물을 보관할 수 있다. 빌라의 규모와 작품 규모, 품질 등을 보면 라티푼디움의 파르스 도미카였다.
리셉션룸과 국빈실이 여러 개 있을 정도로 규모가 컸기 때문에 다양한 기능을 충족하고 빌라 뿐만 아니라 부동산 관리 공간도 마련해야 할 필요가 있다. 이것은 그 빌라를 축소된 도시로 변화시켰다. 그 빌라는 소유자의 영구적 또는 반영구적 거주지였을 것으로 추정되는데 소유주가 그의 후원자로서 그의 지역 고객을 접견하는 곳이었으로 판단된다.
빌라는 단층 건물로 페리스타일을 중심으로 거의 모든 주요 공공 및 개인 방이 조직되었다. 그 기념비적인 입구는 서쪽에서 아트리움을 통해 있다. 열탕은 북서쪽에 있고 서비스실과 아마도 북쪽에는 객실이 있을 것이다. 동쪽에는 개인 아파트와 거대한 대성당이 있다. 그리고 남쪽에는 목적을 알 수 없는 방들이 있다. 다소 초연하고 거의 나중의 생각처럼 보이는 것은 타원형 페리스타일, 서비스룸, 거대한 트리클리니움(Triclinium, 일반적인 식당)을 포함하는 남쪽의 분리된 공간이다.

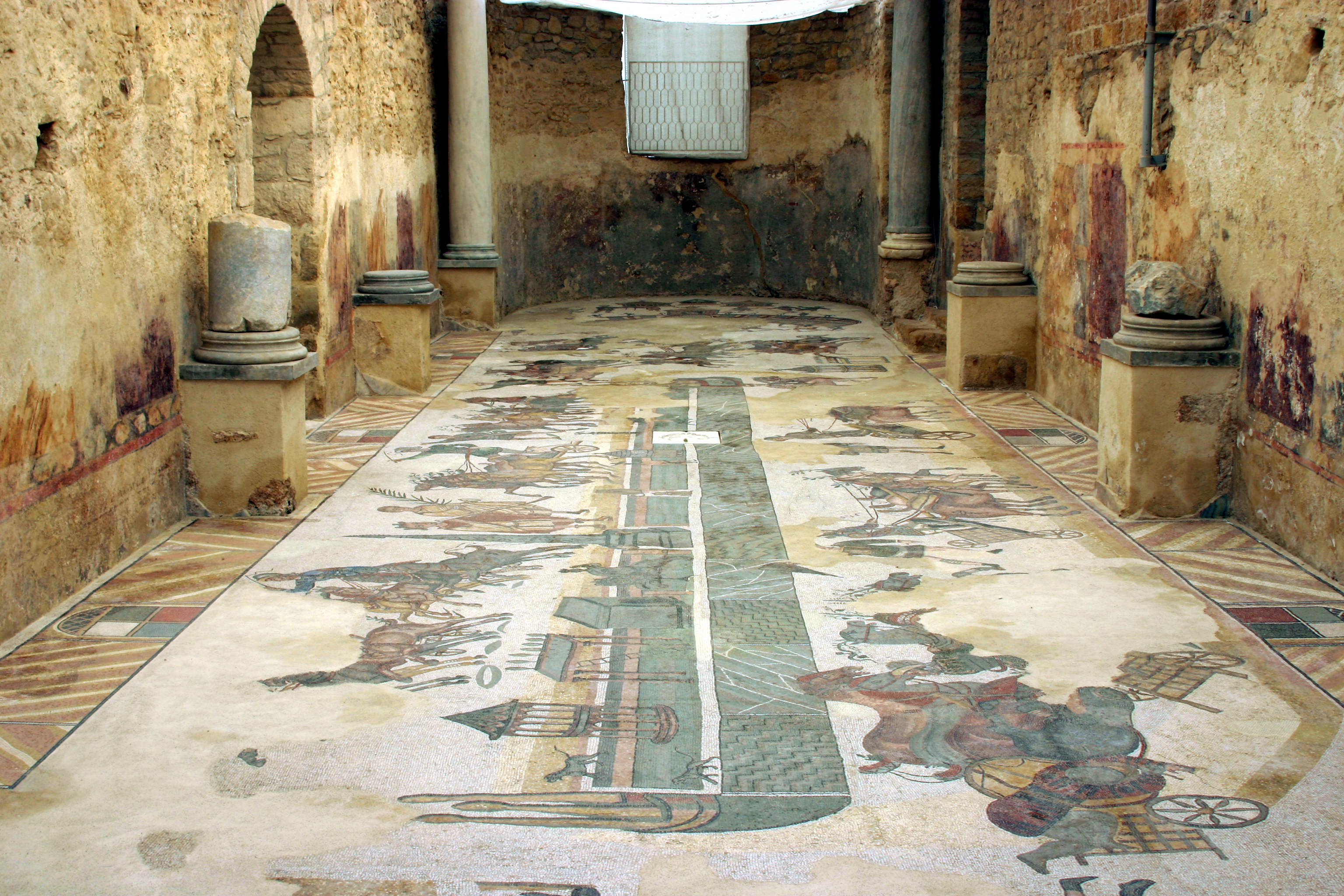
2개의 애프스가 위치한 방인 팔라에스트라(Palaestra)

빌라의 전반적인 계획은 몇 가지 요인에 의해 결정되었다. 즉 오래된 건물, 건축된 약간의 경사, 태양과 바람의 경로이다. 동쪽으로 더 높은 지대는 대성당, 개인 아파트, 그레이트 헌트의 회랑, 페리스타일, 객실, 입구, 타원형 페리스타일, 트리클리니움이 차지하고 서쪽으로 더 낮은 지대는 온열탕 전용이다.
전체 단지는 세 개의 주요 축을 따라 조직되어 있기 때문에 다소 이례적이다. 주요 축은 아트리움(Atrium), 타블리눔(Tablinum), 페리스타일, 거대한 바실리카(Basilica, 방문객들이 따르는 경로와 함께 함)를 통과하는 약간 구부러진 선이다. 열탕과 트리클리니움을 포함한 타원형 페리스타일은 별도의 축에 중심을 맞춘다.
초기 별장에 대해서는 알려진 것이 거의 없지만 아마도 2세기 초반에 지어진 큰 시골 저택이었던 것으로 보인다. 최근에 진행된 발굴 조사 결과에 따르면 고전 시대 말기 창고와 가까운 곳에 있는 두 번째 목욕탕 단지가 발견되었고 분수와 이에 속하는 희귀한 모자이크 벽화도 발견되었다.

### 입구

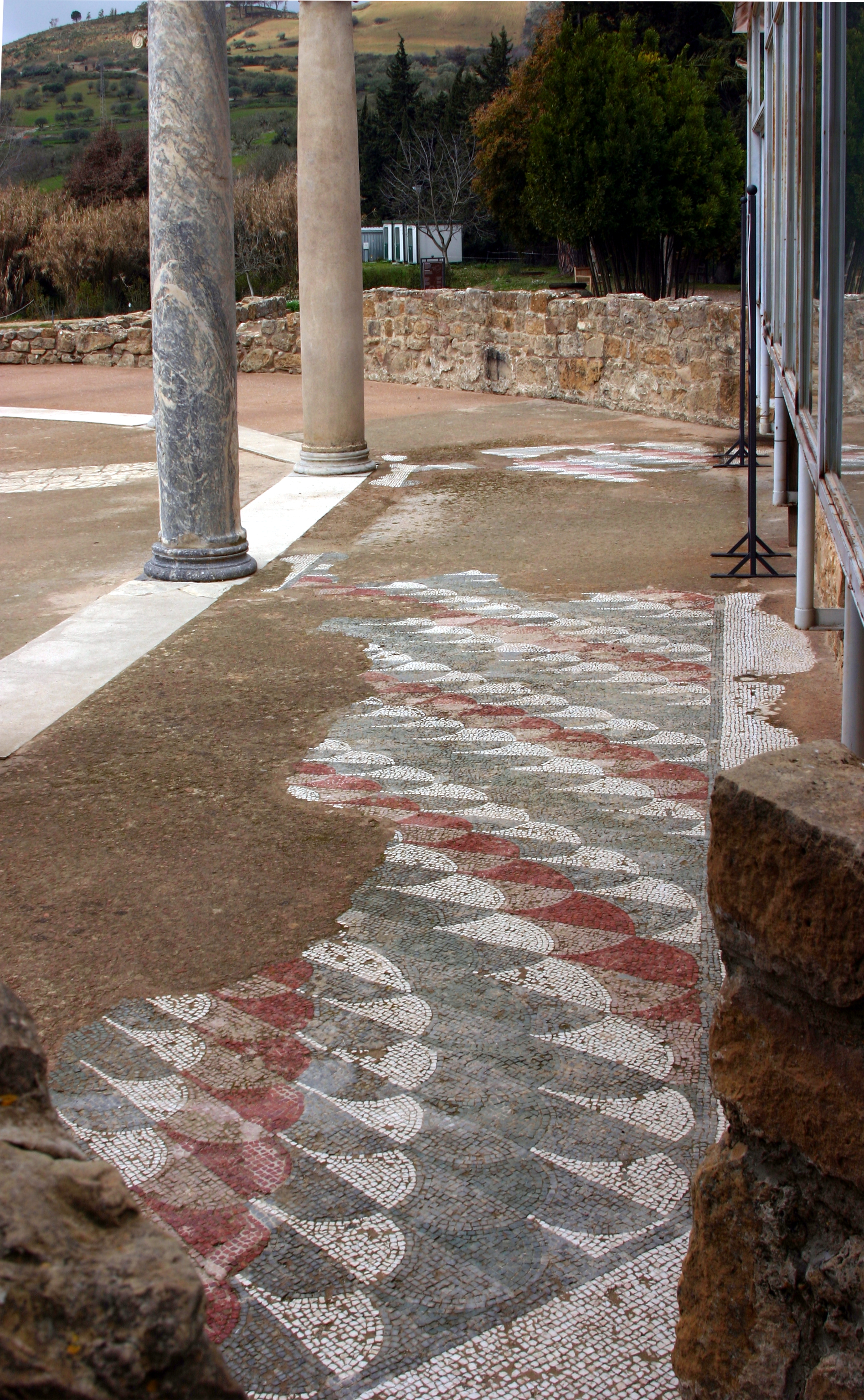
다각형 궁정 모자이크 벽화

세 개의 아치형 관문을 통해 진입할 수 있었고 분수와 군사 벽화로 장식되었으며 개선문처럼 생겼다. 이것은 중앙에 네모난 분수대가 있는 이온 자본이 있는 대리석 기둥으로 둘러싸인 말굽 안뜰에 주어졌다. 안뜰의 서쪽에는 화장실이 있고 목욕탕과 별장의 나머지 부분에도 각각 출입할 수 있었다.

### 페리스타일 정원과 남쪽 방

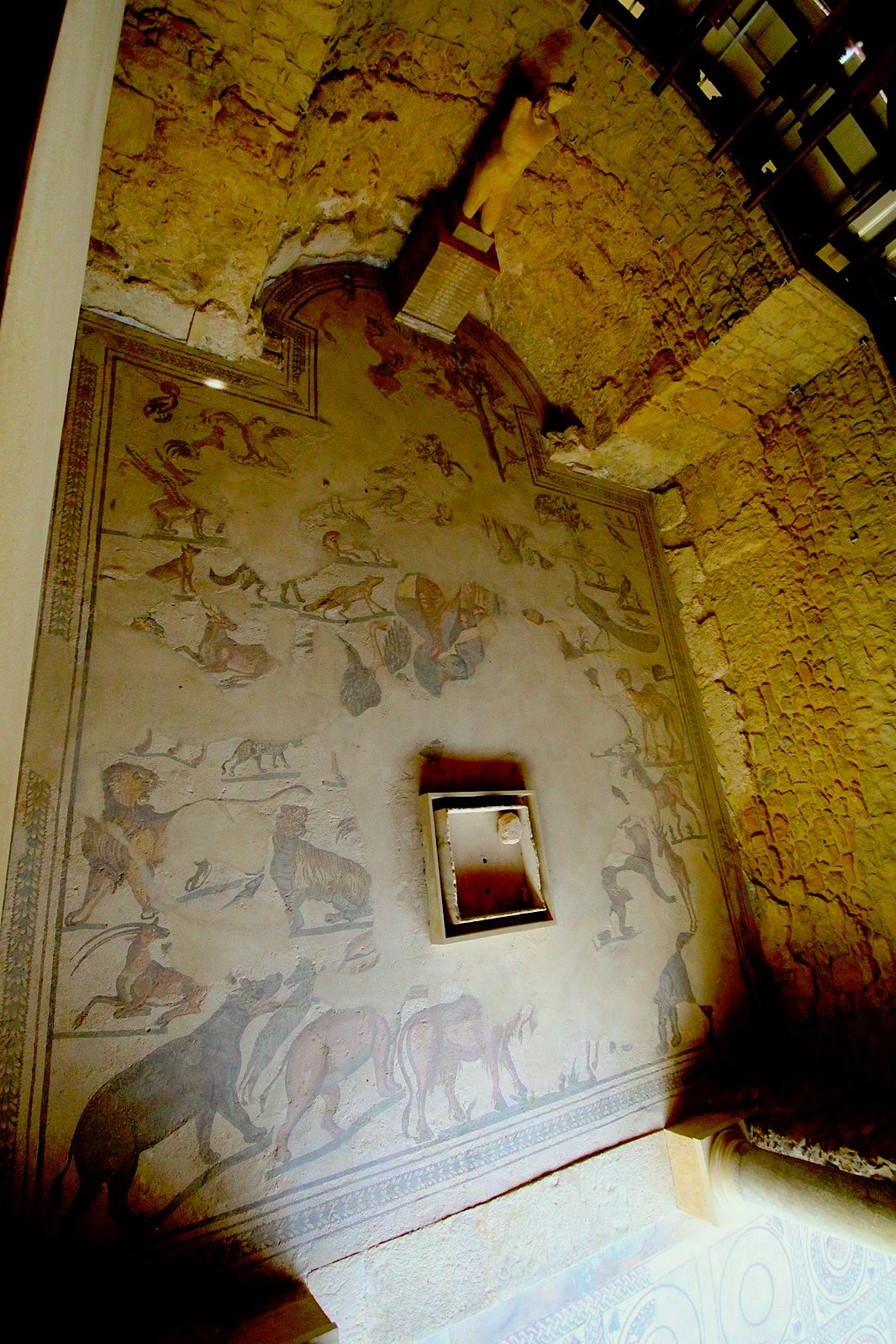
오르페우스를 주제로 한 모자이크 벽화가 있는 디아테아

우아한 페리스타일 정원은 3개의 분수로 꾸며져 있으며 그 가운데 파도 사이를 헤엄치는 물고기를 볼 수 있는 장식이 있다. 33호실과 34호실은 서비스 전용으로 기하학적 모티브가 있는 모자이크를, 34호실은 원래 층 위에 설치된 모자이크를 이용해 여성 체육 대회를 "팔레스트리티의 방"이라고 한다.
또한 남쪽에는 놀라운 오르페우스를 주제로 한 모자이크 벽화로 장식된 부속실인 소위 "오르페우스 디아에타"(Diaeta)가 있다. 늘 그렇듯이 오르페우스는 나무 밑에서 리라를 연주하고 그의 음악으로 모든 종류의 동물을 길들이는 것을 보여준다. 이 방은 아마도 여름 식당으로 사용되거나 바닥의 주제를 고려할 때 음악을 즐기기 위해 사용되었을 것이다.

### 바실리카

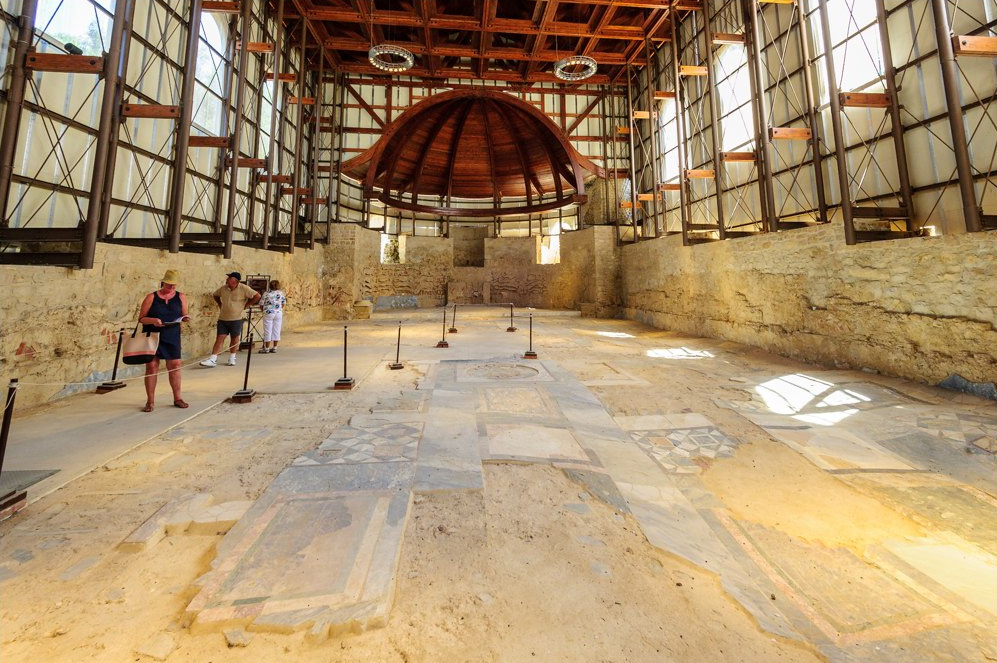
바실리카의 대리석 판

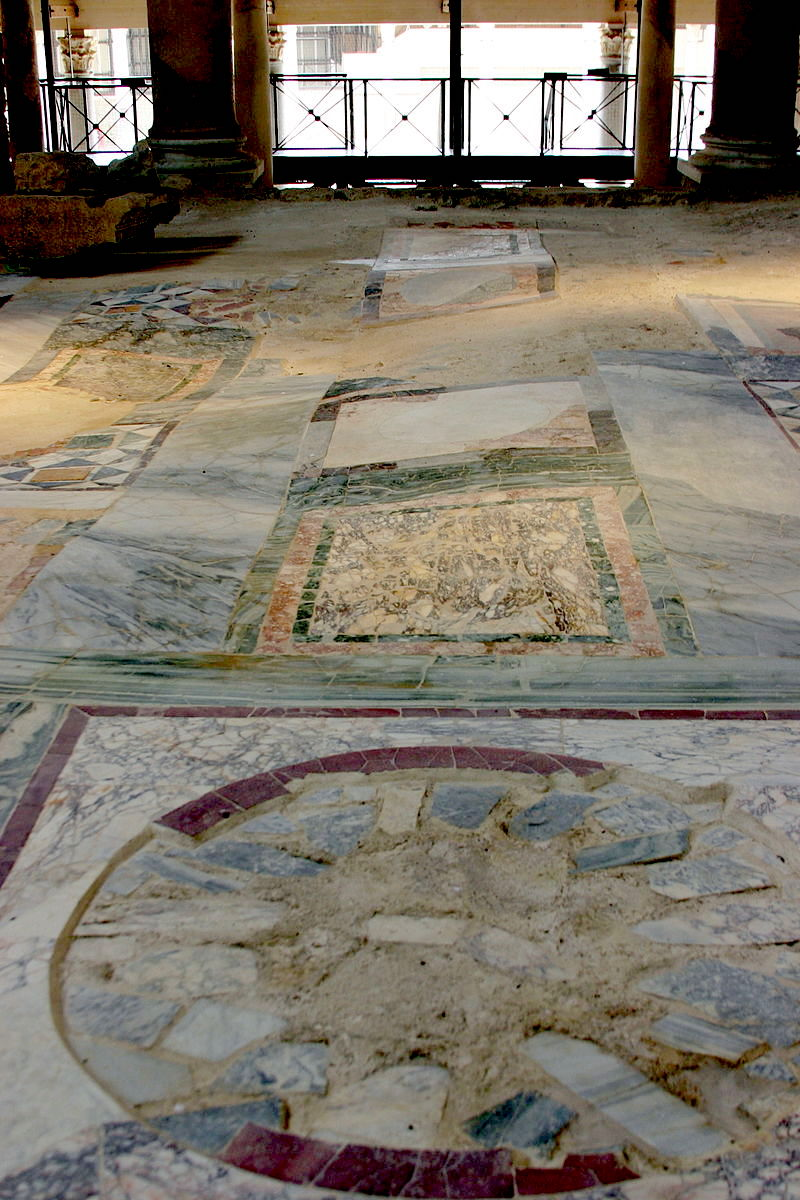
바실리카의 오푸스 세크틸레 바닥

이 애프스는 관람석이자 빌라에서 가장 격식을 갖춘 방으로 이집트 화강암 기둥 2개로 나누어진 거대한 기념비적인 입구를 통해 출입할 수 있었다. 지중해 전역에서 생산된 구슬들로 이루어진 유난히 정교한 오푸스 세크틸레(Opus sectile) 다색화의 바닥이 입구에 놓여있고 이 빌라에서 가장 화려한 장식품은 벽도 덮고 있다. 이런 종류의 대리석은 모자이크라기 보다는 고대 로마에서 가장 위신이 높은 건축 자재였다. 이러한 발굴 조사는 애프스 금고가 유리 모자이크들로 꾸며져 있다는 것을 보여주었다.

### 트리클리니움 및 타원형 페리스타일
빌라의 남쪽에는 타원형 페리스타일의 시스투스(Xystus)라고 부르는 테라스가 있고 서쪽에는 반원형을 띤 님파에움(Nymphaeum)이 있다. 탁 트인 안마당에는 모자이크 포장 도로에서 뿜어져 나오는 분수들이 있었다.
시스투스는 동쪽을 향해 열린 현관인 호화로운 3부작 트리클리니움을 화려하게 소개한다. 이것은 헤라클레스가 12과업 동안에 마주친 적들에 의해 지배되어 있는데 가운데에는 신화를 주제로 한 일련의 웅장한 모자이크 벽화들을 포함하고 있다. 북쪽에는 왕관을 쓴 유피테르가 그려져 있고 동쪽에는 뱀과 같은 팔다리, 헤라클레스가 쏜 화살에 맞은 죽음의 고통이 있는 거인들이 있다. 남쪽에는 님프 암브로시아를 죽이려다 포도넝쿨에 둘러싸여 마이나스 무리에게 공격을 받은 리쿠르고스가 그려져 있다.

## 모자이크

### 운동 경기

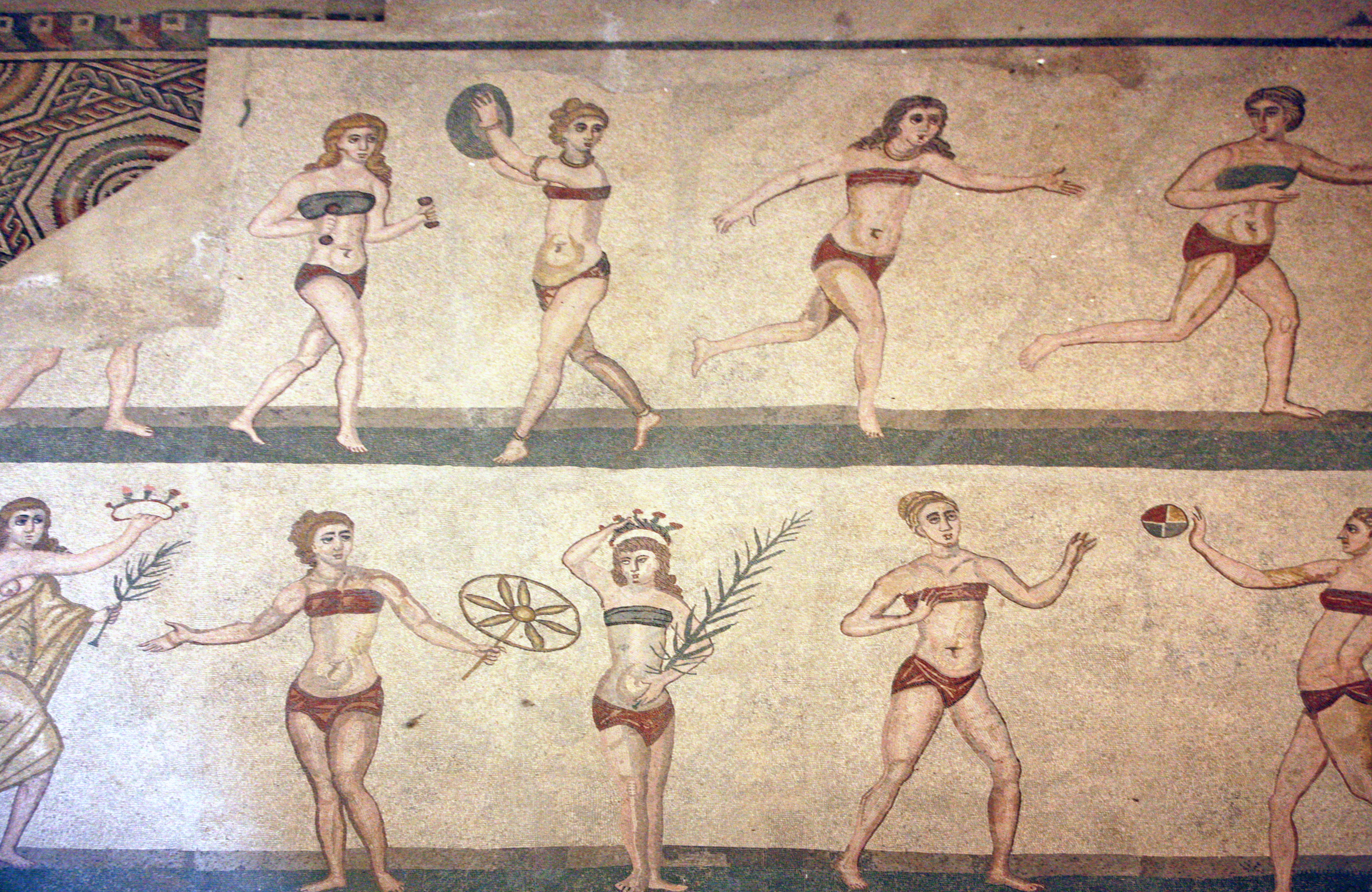
비키니와 비슷한 옷을 입은 여자 운동 선수들을 묘사한 모자이크 벽화

1959년부터 1960년 사이에 젠틸리는 "체조 선수들의 방" 또는 "10명의 처녀들의 방"이라고 부르는 방 바닥에 그려진 모자이크 벽화를 발견했다. 이 작품의 주제는 학자들이 "우승자의 대관식"이라고 이름붙인 모자이크 벽화에서 나타난다. 역도, 원반던지기, 달리기, 그리고 구기 종목에서 경쟁하는 몇몇 여자 선수들이 보여진다. 왼쪽 하단의 토가 차림의 관료가 우승 트로피(왕관과 야자수 잎)를 들고 모자이크 중앙에 직접 왕관을 쓰고 있다. 특히 현대의 비키니를 빼닮은 투피스 의상에 많은 관심이 쏠렸다.

### 소규모 사냥
또 다른 잘 보존된 모자이크는 사냥감을 보여주는데 여기에는 남성들이 개와 함께 사냥하고 다양한 사냥감을 포획하는 것이 포함된다.

## 모자이크 벽화 사진 모음

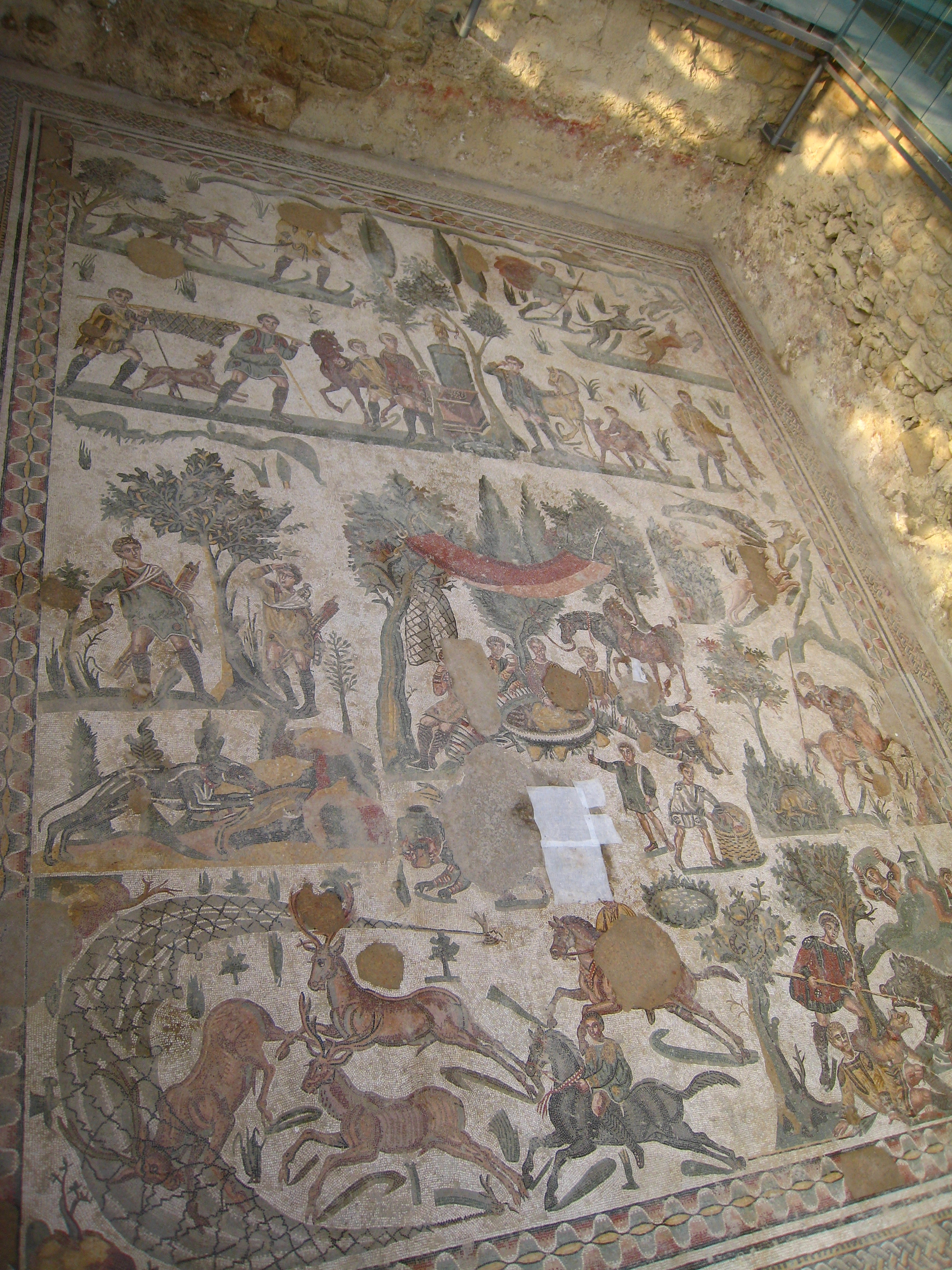
소규모 사냥
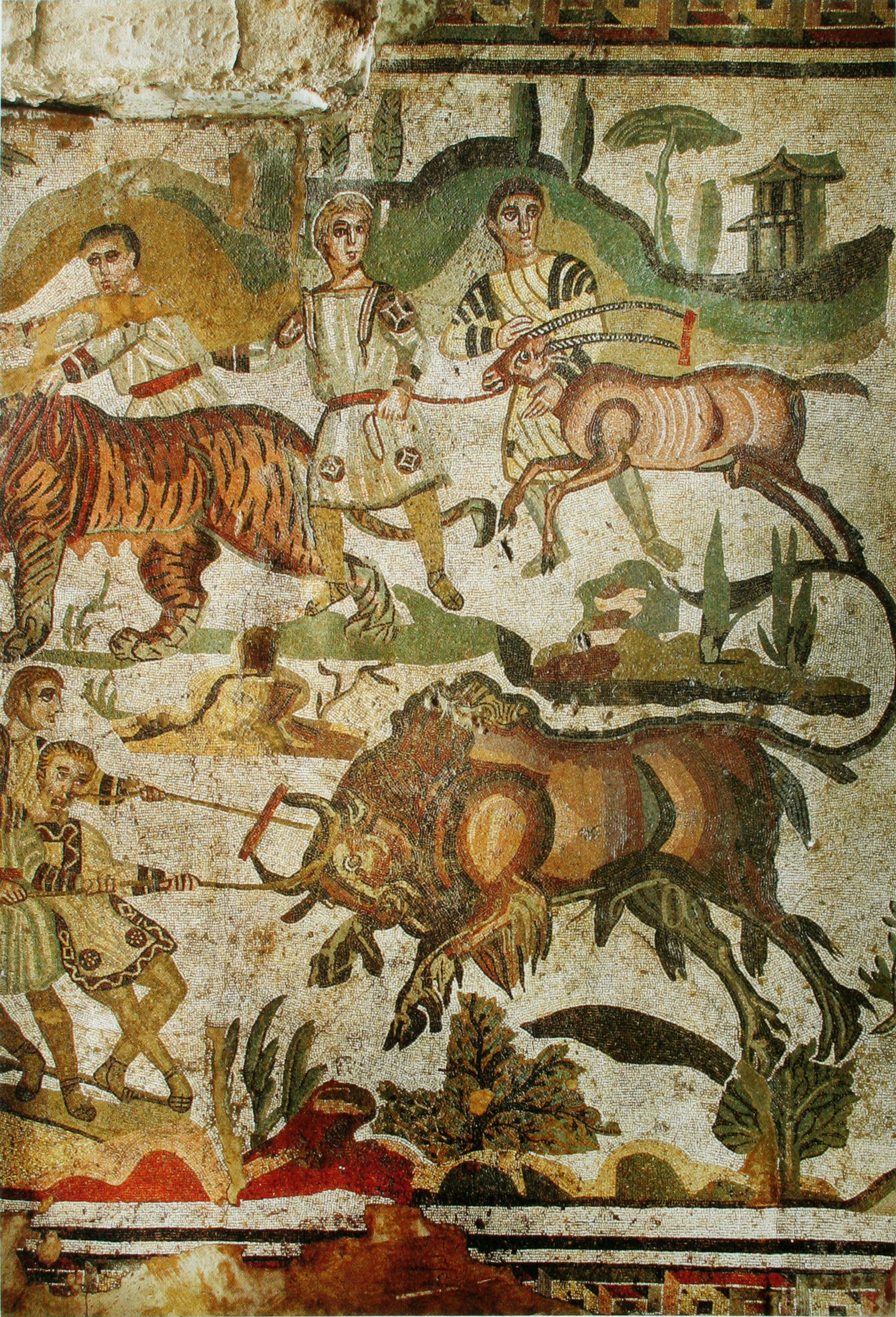
대규모 사냥
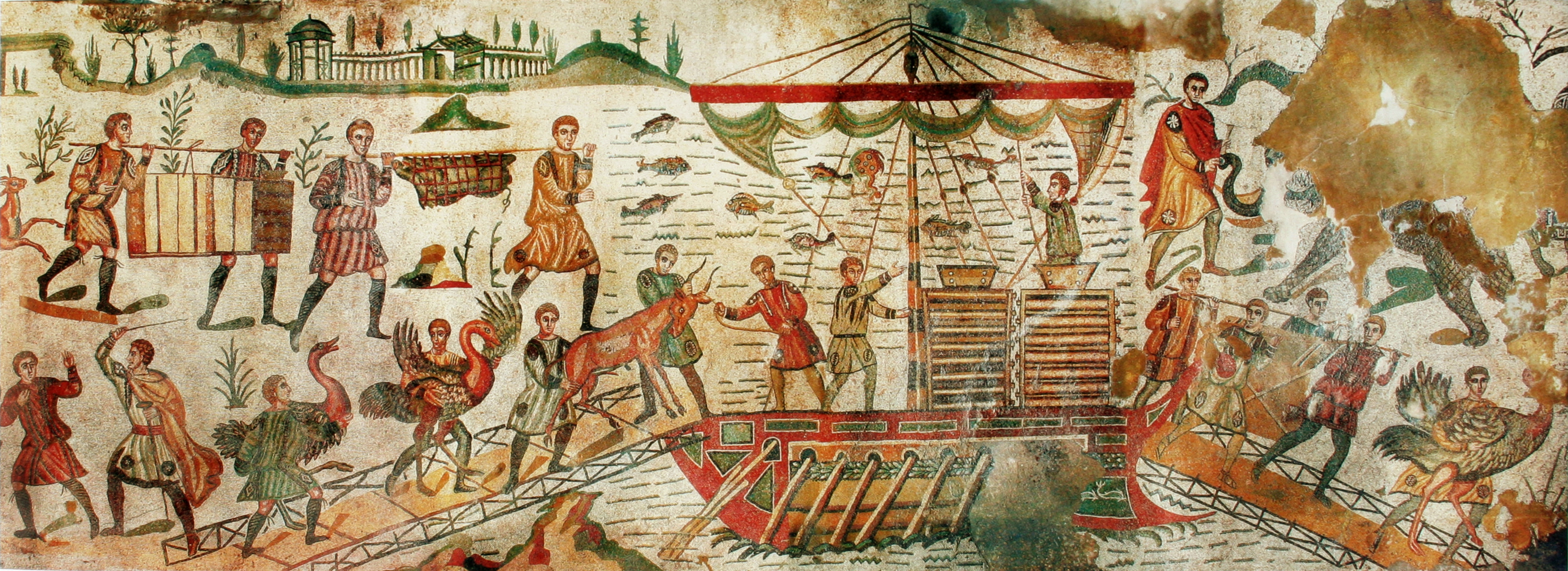
대규모 사냥 도중에 벌어지는 동물들의 포획과 수송
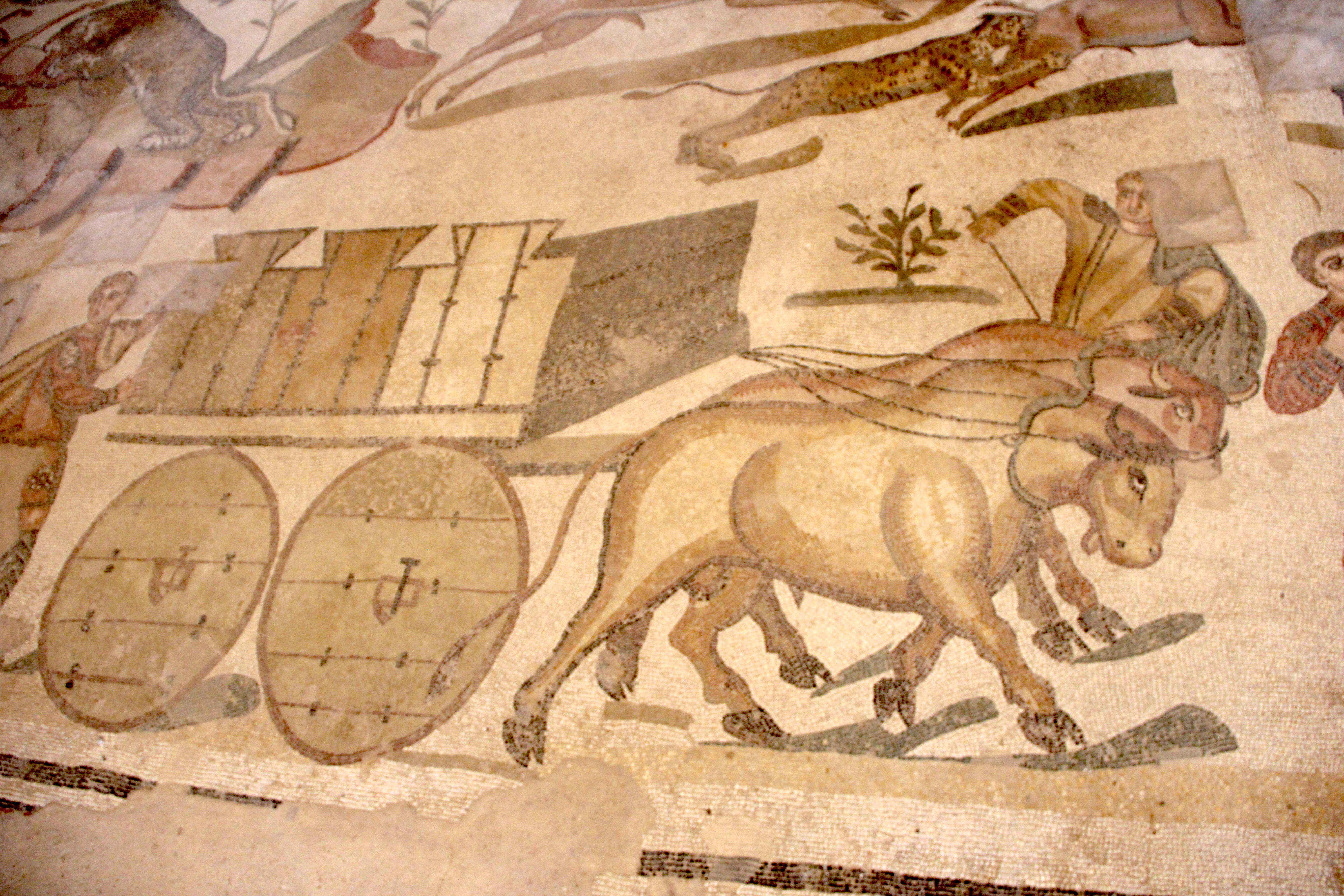
소가 먹잇감을 싣고 가는 모습
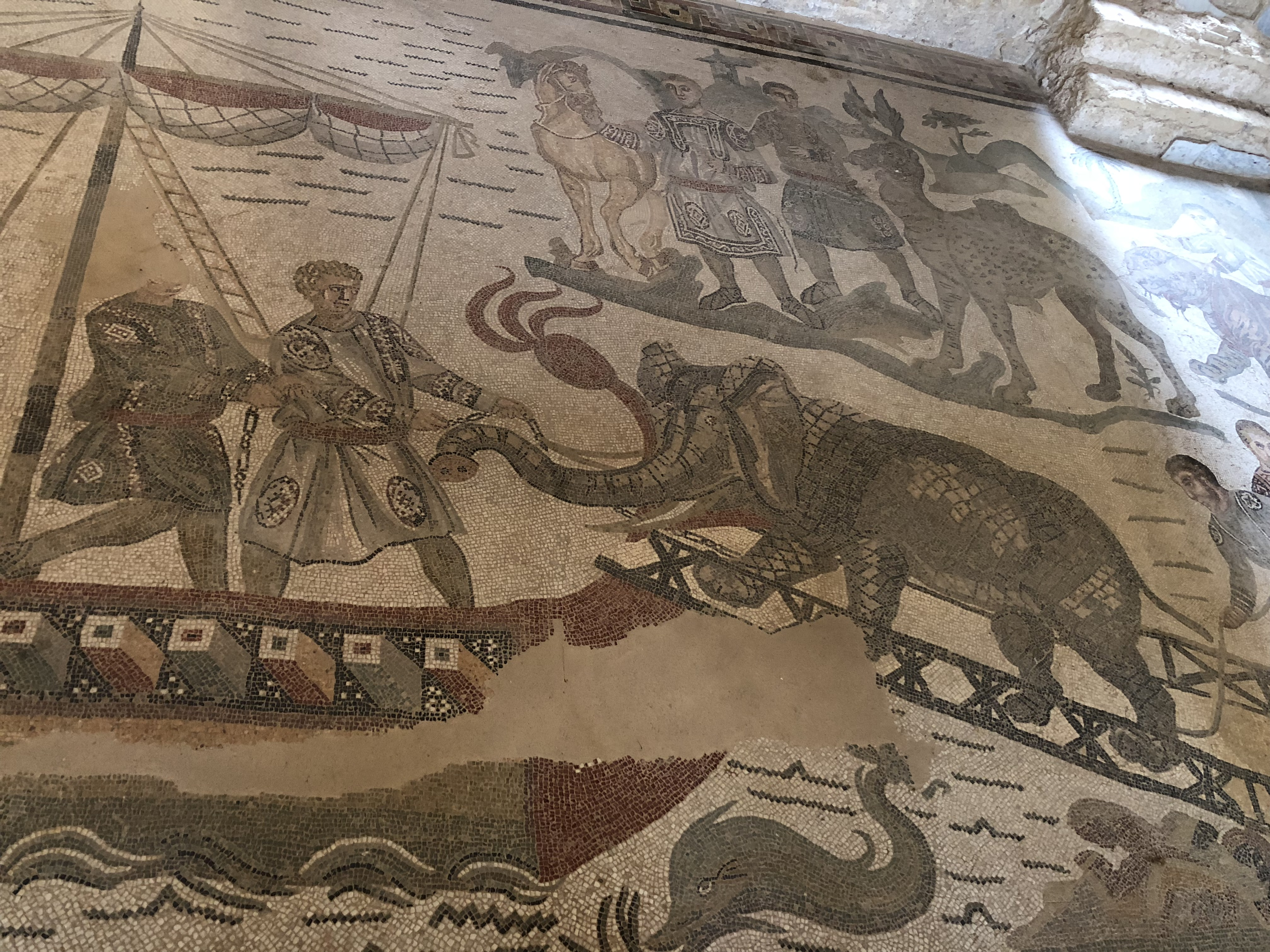
코끼리를 배에 싣고 가는 모습
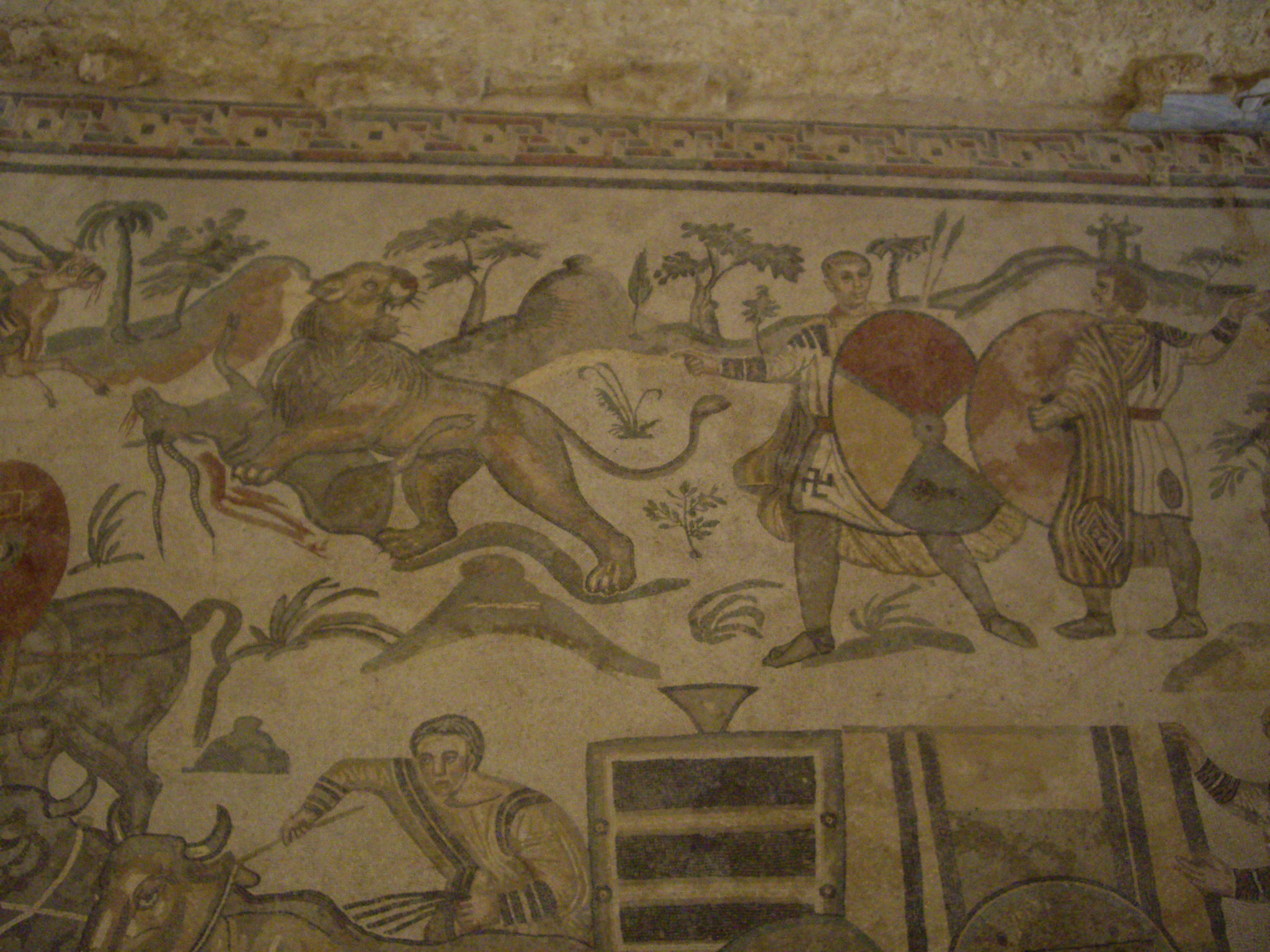
사냥용 암사자가 먹잇감을 붙잡고 있는 모습
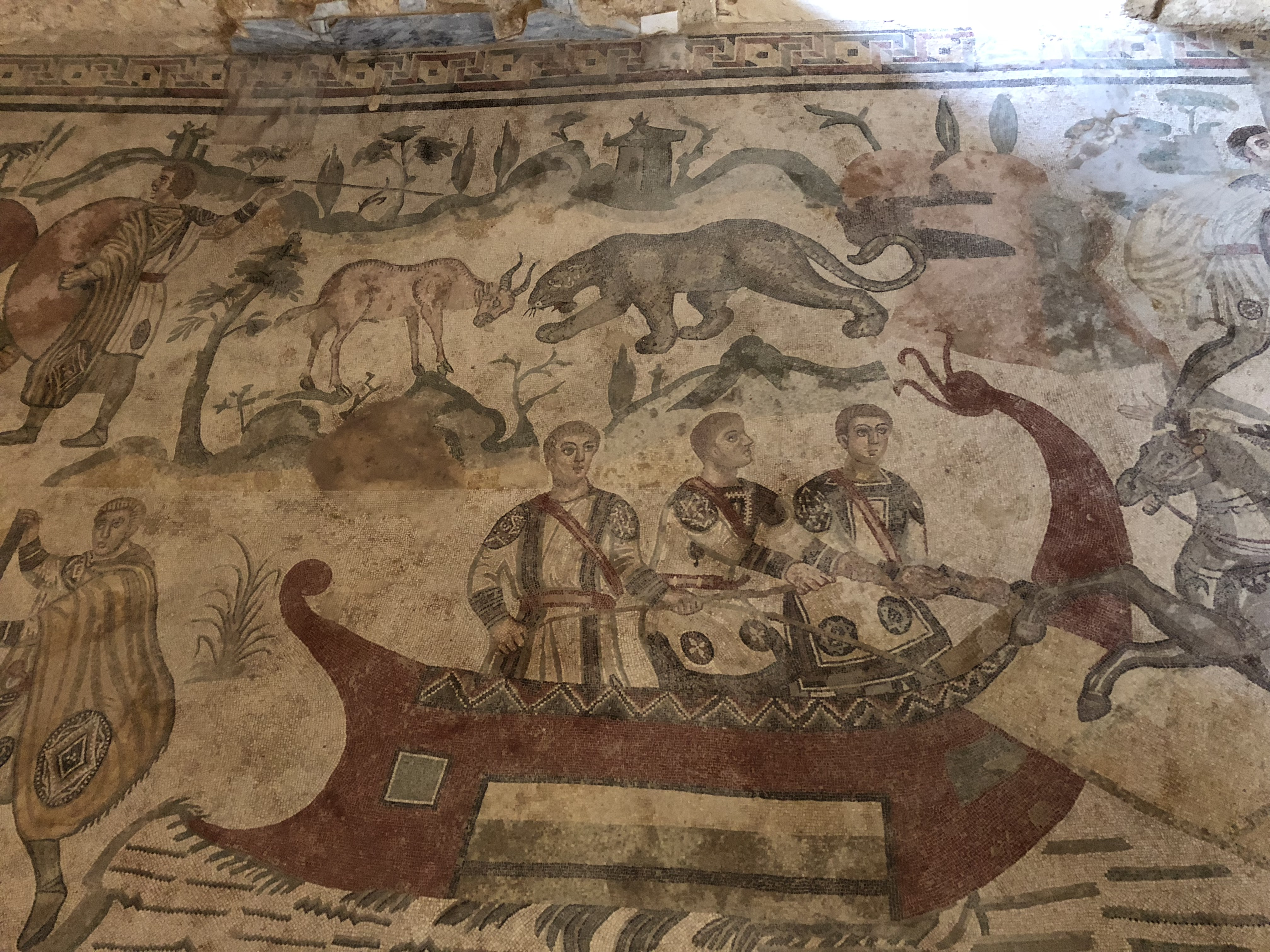
선상 감독관
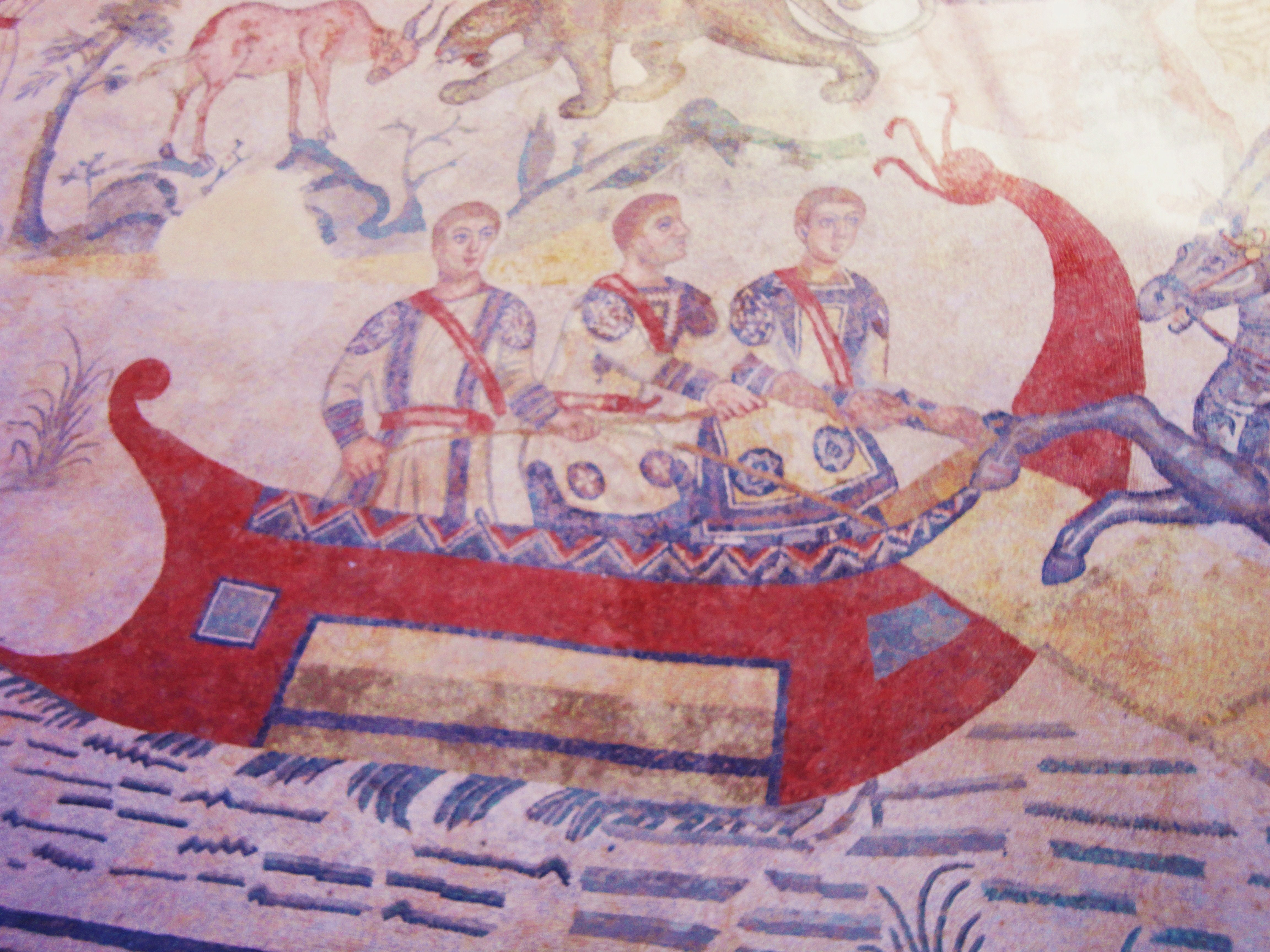
대규모 사냥에 동원된 선박의 모습
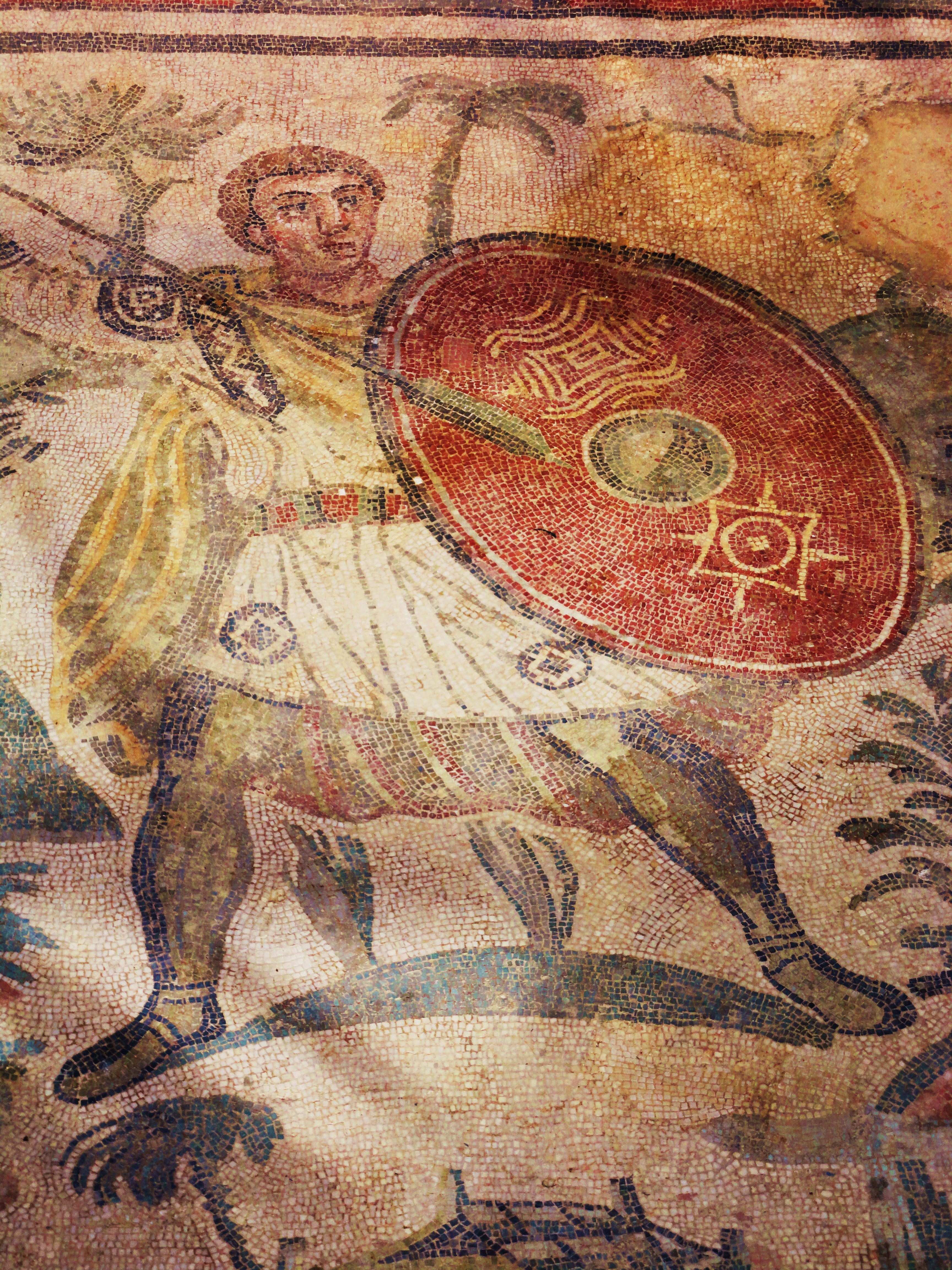
대규모 사냥에 나선 사냥꾼의 모습
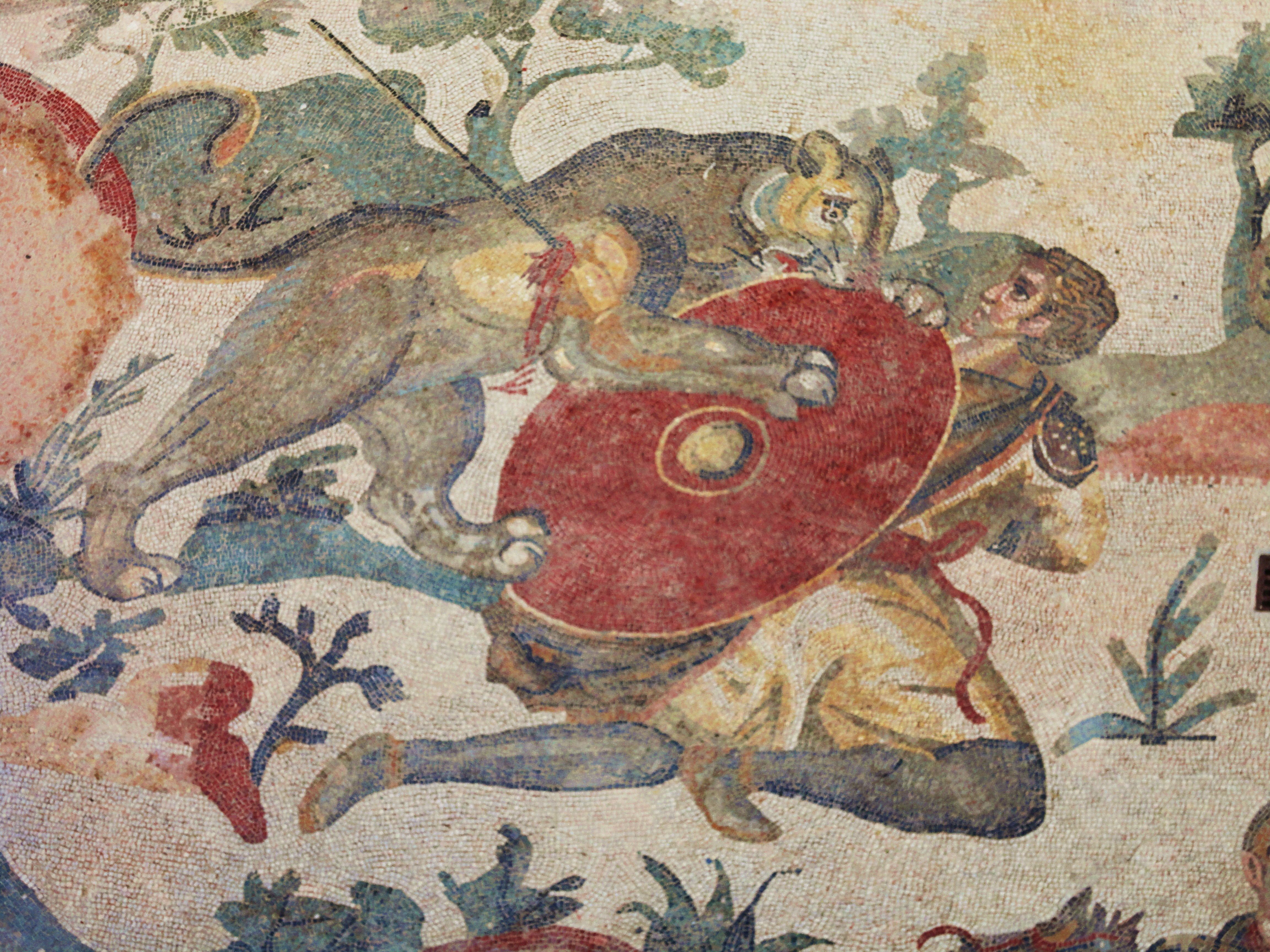
대규모 사냥 도중에 부상당한 암사자가 사냥꾼을 공격하는 모습
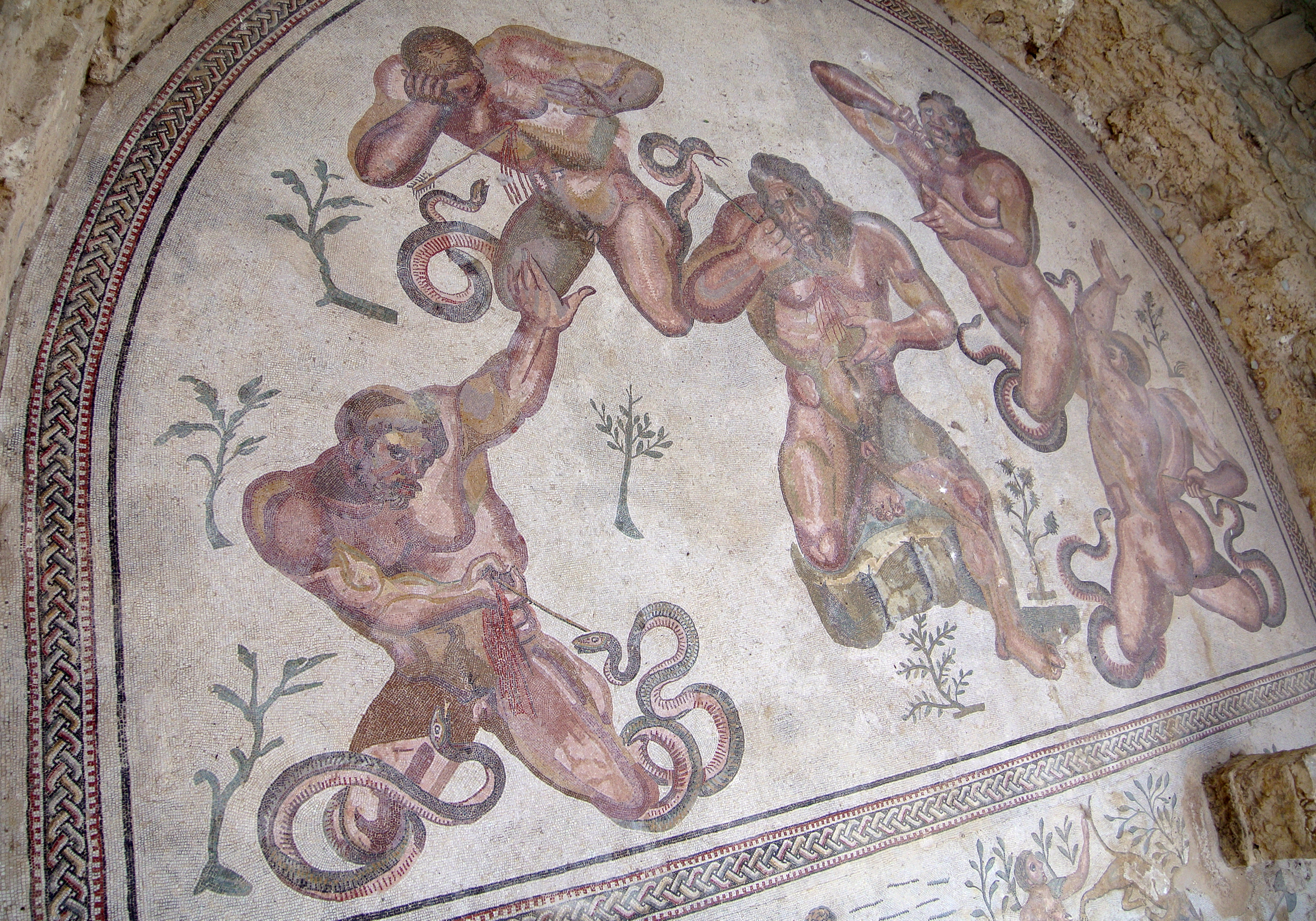
거인을 주제로 한 모자이크 벽화
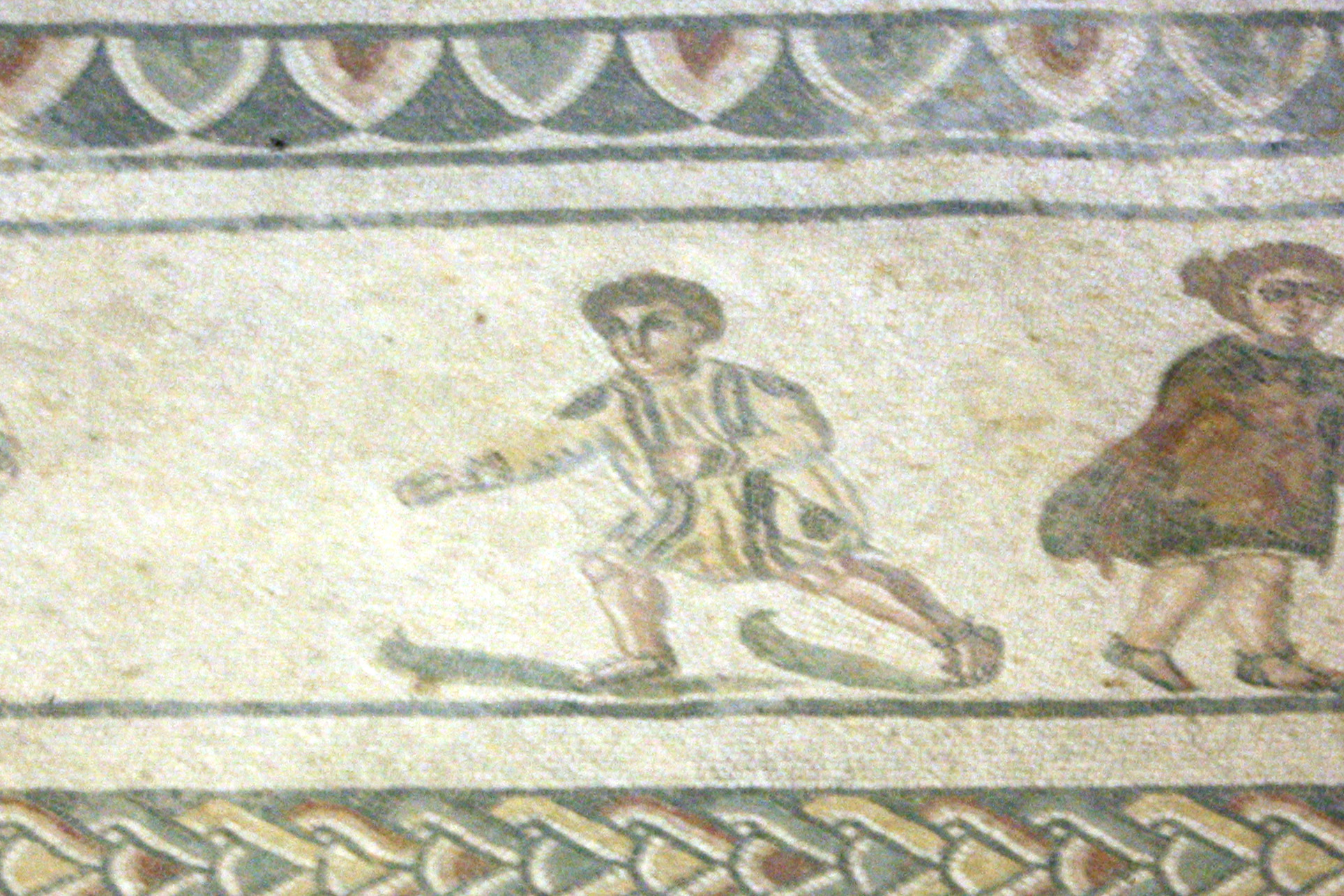
움직이는 2명의 청년을 주제로 한 모자이크 벽화
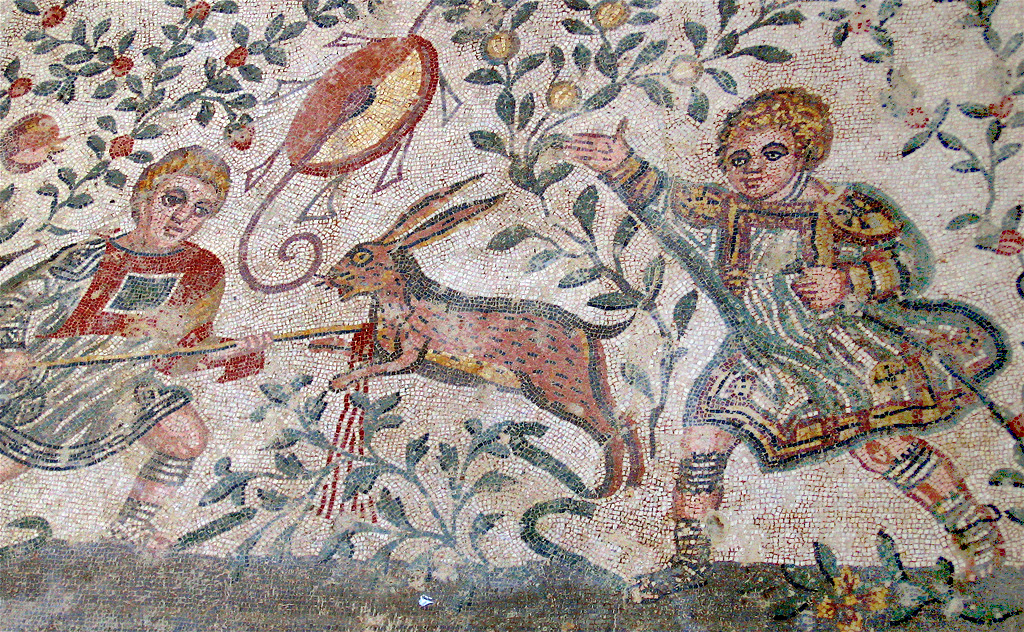
토끼를 사냥하는 소년들과 어린이 사냥을 주제로 한 모자이크 벽화
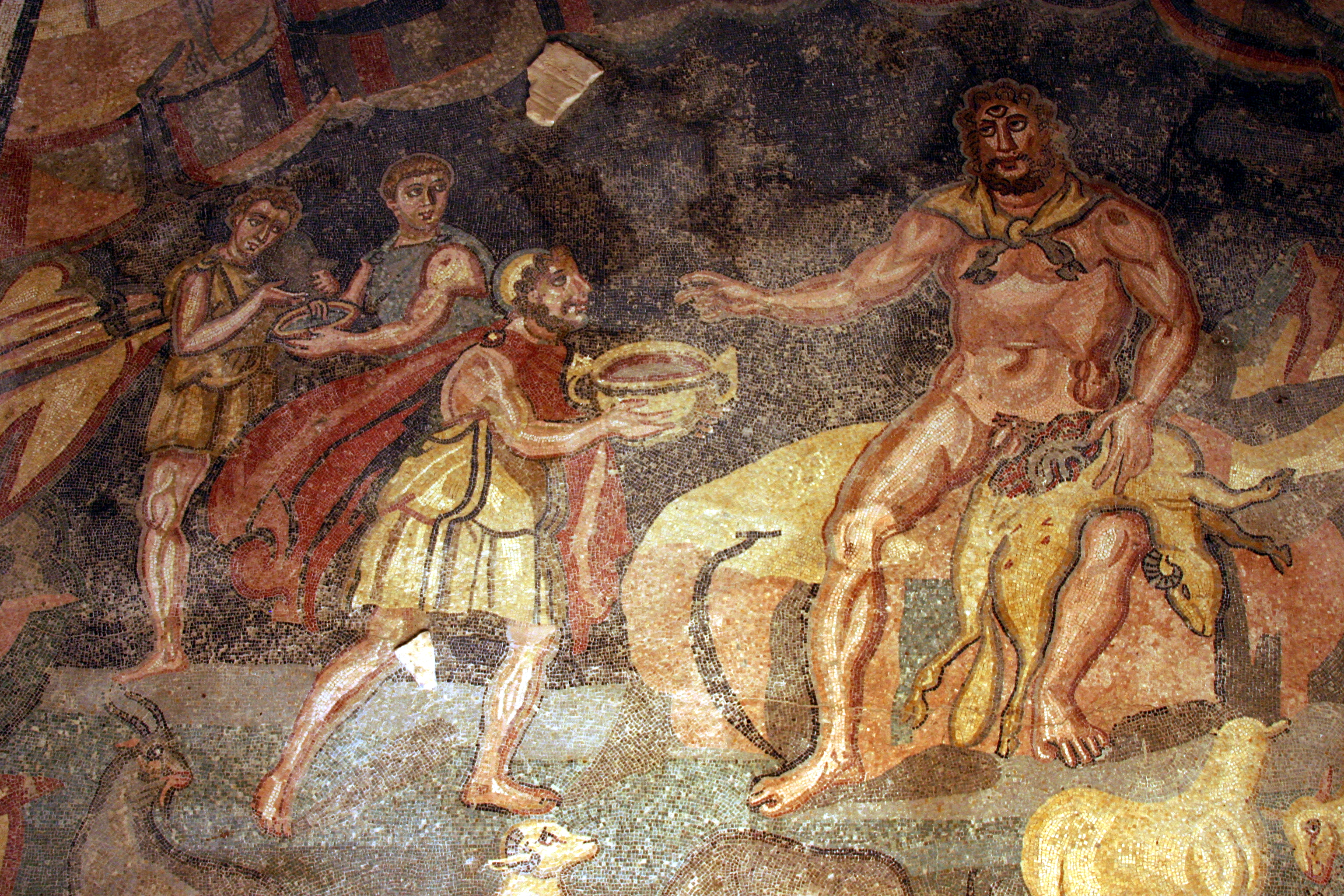
오디세우스로부터 와인을 받은 폴리페무스의 모습
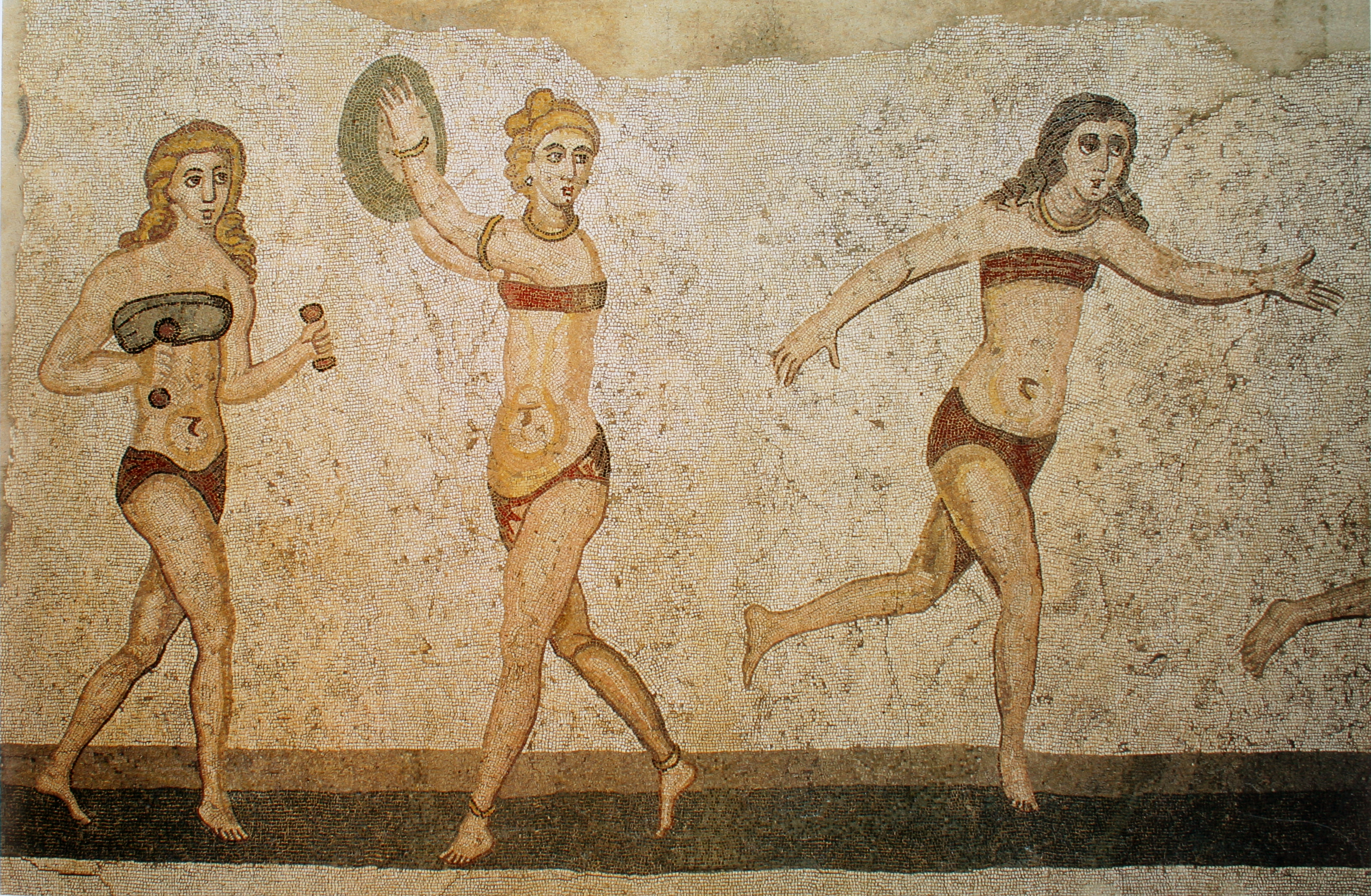
비키니와 비슷한 옷을 입은 여자 운동 선수들이 경기에 출전한 모습
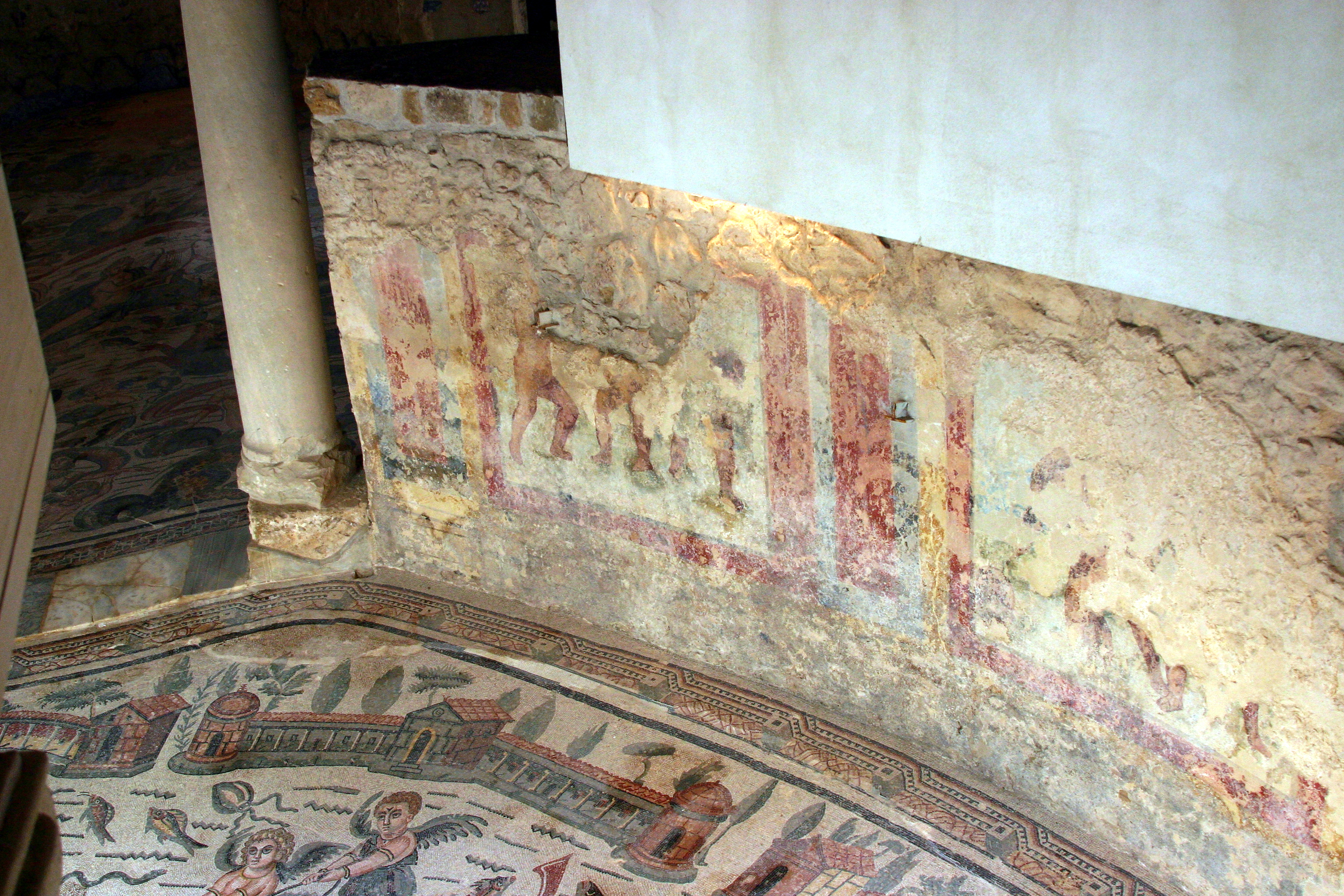
반원형 아트리움에 묘사된 프레스코 벽화